# Mesosemia monaeses
Mesosemia monaeses är en fjärilsart som beskrevs av Doubleday. Mesosemia monaeses ingår i släktet Mesosemia och familjen Riodinidae. Inga underarter finns listade i Catalogue of Life.